# リトアニアの統治者の一覧
リトアニアの統治者の一覧（リトアニアのとうちしゃのいちらん）では、リトアニアが主権国家もしくは独立した存在（リトアニア・ソビエト社会主義共和国）と見なされていた時期の、リトアニアの歴代君主・元首を示す。
リトアニア国家は、北方をリヴォニア帯剣騎士団、南方をドイツ騎士団に脅かされていた時期の1230年代に、ミンダウガスに統率されたバルト諸部族によって形成された。ミンダウガスはリトアニア王となり、ミンダウガスの建設した国はリトアニア大公国として知られるようになった。
1386年に大公ヨガイラがポーランド国王に即位した後は、リトアニア大公国はポーランド王国と緊密な関係となり、1440年からは同君連合となった。1569年に「ルブリン合同」を結び、ポーランド・リトアニア共和国が成立した。1795年のポーランド分割により、リトアニアは1918年2月16日までロシア帝国の一部となった。
リトアニア評議会が主権を回復したのは、ドイツ帝国が第一次世界大戦に敗北した後の1919年である。リトアニア第一共和国はソビエト連邦に占領される1940年まで続いた。独ソ戦の間、リトアニアはナチス・ドイツに占領された。1944年にドイツは敗北し、ソ連がリトアニアを再占領してリトアニア・ソビエト社会主義共和国を設立した。
1990年3月11日、リトアニアはソビエト連邦の中で初めて独立を宣言した。リトアニア第二共和国は民主主義国家であり、欧州連合（EU）と北大西洋条約機構（NATO）の一員となっている。

## リトアニア大公国（1236年 – 1569年）
リトアニア王（リトアニア語: Lietuvos karalius）となったミンダウガスを除いてリトアニア大公（リトアニア語: Lietuvos didysis kunigaikštis）を称した。

### 初期の大公（1236年 – 1285年）
文献が乏しいため年代はおおよそである。
| 名前                            | 肖像 | 在位期間        | 備考                                   |
| ------------------------------- | ---- | --------------- | -------------------------------------- |
| ミンダウガス Mindaugas          |      | 1236年 – 1263年 | 初めは大公、1253年からリトアニア王。   |
| トレニオタ Treniota             |      | 1263年 – 1264年 | ミンダウガスの甥。                     |
| ヴァイシュヴィルガス Vaišvilkas |      | 1264年 – 1267年 | ミンダウガスの子。後継者を残さず死去。 |
| シュヴァルナス Švarnas          |      | 1267年 – 1269年 | リューリク家出身。                     |
| トライデニス Traidenis          |      | 1269年 – 1282年 |                                        |
| ダウマンタス Daumantas          |      | 1282年 – 1285年 |                                        |

### ゲディミナス家（1285年 – 1440年）
一部の年代はおおよそである。
| 名前                            | 肖像 | 在位期間        | 備考 |
| ------------------------------- | ---- | --------------- | --- |
| ブティゲイディス Butigeidis     |      | 1285年 – 1291年 | |
| ブトヴィーダス Butvydas         |      | 1291年 – 1295年 | ブティゲイディスの兄弟。ゲディミナス家の祖。 |
| ヴィテニス Vytenis              |      | 1295年 – 1316年 | ブトヴィーダスの子。 |
| ゲディミナス Gediminas          |      | 1316年 – 1341年 | ヴィテニスの弟。死後、領土は7人の息子に分割された。 |
| ヤヴーヌティス Jaunutis         |      | 1341年 – 1345年 | ゲディミナスの子。兄のアルギルダスとケーストゥティスにより退位させられた。 |
| アルギルダス Algirdas           |      | 1345年 – 1377年 | ゲディミナスの子。西方を統治する弟ケーストゥティスとの共同統治。 |
| ヨガイラ Jogaila                |      | 1377年 – 1381年 | アルギルダスの子。ヨガイライティス家を創設。 |
| ケーストゥティス Kęstutis       |      | 1381年 – 1382年 | ゲディミナスの子、兄アルギルダスとの共同統治者。トラカイを本拠としたリトアニア西部を統治。 1381年にヨガイラを退位させてリトアニア全土を支配下に治めたが、翌年にヨガイラに捕われて殺害された。 |
| ヨガイラ Jogaila （復位）       |      | 1382年 – 1392年 | リトアニアとポーランドの人的同君連合を設立。ポーランド王（1386年 - 1434年）。 |
| スキルガイラ Skirgaila （摂政） |      | 1387年 – 1392年 | ヨガイラの弟。ヨガイラから摂政に任じられた。 |
| ヴィータウタス Vytautas         |      | 1392年 – 1430年 | ケーストゥティスの子。父と共にヨガイラと戦っていたが、後に和解してリトアニア大公位を譲られた。 1429年にリトアニア王に即位したが、ポーランドから認められず退位。                               |
| シュヴィトリガイラ Švitrigaila  |      | 1430年 – 1432年 | ヨガイラの弟。従兄ジーギマンタス・ケーストゥタイティスの信奉者によって退位させられた。 |
| ジーギマンタス1世 Žygimantas I  |      | 1432年 – 1440年 | ヴィータウタスの弟。シュヴィトリガイラの支持者に殺害された。 |

### ヨガイライティス家（1440年 – 1569年）
リトアニア大公国は1385年の「クレヴォの合同」によりポーランド王国と人的同君連合となったが、1つの家系によって統治されるようになったのは、カジミエラス1世以降である（カジミエラス1世の死後、リトアニアとポーランドで異なる統治者になったことが2度あったが、実質的にはリトアニア側がポーランドの王座にあったと見なされている）。同君連合の君主は、リトアニア大公とポーランド王（リトアニア語: Lenkijos karalius）の2つの称号を保持していた。ヨガイライティス家はゲディミナス家の直系である。
| 名前                             | 肖像 | 在位期間        | 備考                                                   |
| -------------------------------- | ---- | --------------- | ------------------------------------------------------ |
| カジミエラス1世 Kazimieras I     |      | 1440年 – 1492年 | ヨガイラの子。ポーランド王（1447年 – 1492年）。        |
| アレクサンダラス Aleksandras     |      | 1492年 – 1506年 | カジミエラス1世の子。ポーランド王（1501年 – 1506年）。 |
| ジーギマンタス2世 Žygimantas II  |      | 1506年 – 1548年 | アレクサンダラスの弟。                                 |
| ジーギマンタス3世 Žygimantas III |      | 1548年 – 1569年 | ジーギマンタス2世の子。1529年から実質的な統治者。      |

## ポーランド・リトアニア共和国（1569年 – 1795年）
1569年のルブリン合同によってポーランド・リトアニア共和国が成立した。ポーランド王は国会（セイム）によって選出され（国王自由選挙）、自動的にリトアニア大公となる（リトアニア大公位が世襲である間）。初代の統治者はジーギマンタス3世である。1772年、1793年、1795年のポーランド分割によって同君連合は終結し、リトアニアは以後ロシア帝国の一部となった。下記の表の在位年には新しい大公が選出されるまでの間に空白期間があることがある。

### リトアニア大公
| 名前                                       | 肖像 | 家名                     | 在位期間        | 備考                                                                                        |
| ------------------------------------------ | ---- | ------------------------ | --------------- | ------------------------------------------------------------------------------------------- |
| ジーギマンタス3世 Žygimantas III           |      | ヨガイライティス家       | 1569年 – 1572年 |                                                                                             |
| ヘンリカス・ヴァルア Henrikas Valua        |      | ヴァルア家               | 1573年 – 1575年 | 大公位を捨て、フランスに逃亡。                                                              |
| ステポナス・バトラス Steponas Batoras      |      | バトラス家               | 1576年 – 1586年 |                                                                                             |
| ジーグマンタス4世 Zigmantas IV             |      | ヴァザ家                 | 1588年 – 1632年 | ポーランド・リトアニアとスウェーデンの同君連合の提案者。スウェーデン王（1592年 – 1599年）。 |
| ヴラディスロヴァス2世 Vladislovas II       |      | ヴァザ家                 | 1632年 – 1648年 | ジーグマンタス4世の子。                                                                     |
| ヨナス1世 Jonas II                         |      | ヴァザ家                 | 1648年 – 1668年 | ヴラディスロヴァス2世の弟。退位して修道士となった。                                         |
| ミーコラス1世 Mykolas I                    |      | ヴィシュニオヴェツキス家 | 1669年 – 1673年 |                                                                                             |
| ヨナス2世 Jonas II                         |      | ソビエスキス家           | 1674年 – 1696年 |                                                                                             |
| アウグスタス2世 Augustas II                |      | ヴェティナイ家           | 1697年 – 1706年 | ザクセン選帝侯（1694年 - 1733年）。                                                         |
| スタニスロヴァス1世 Stanislovas I          |      | レシュツィンスキス家     | 1706年 – 1709年 |                                                                                             |
| アウグスタス2世 Augustas II （復位）       |      | ヴェティナイ家           | 1709年 – 1733年 |                                                                                             |
| スタニスロヴァス1世 Stanislovas I （復位） |      | レシュツィンスキス家     | 1733年 – 1736年 |                                                                                             |
| アウグスタス3世 Augustas III               |      | ヴェティナイ家           | 1734年 – 1763年 | アウグスタス2世の子。                                                                       |
| スタニスロヴァス2世 Stanislovas II         |      | ポニアトヴスキス家       | 1764年 – 1795年 | 在位中にポーランドとリトアニアを合併する5月3日憲法が採択された。 ポーランド分割の後に退位。 |

## リトアニア王国（1918年）
ドイツ帝国陸軍（Deutsches Heer）による占領中の1918年2月16日、リトアニア評議会はリトアニア王国の独立を宣言した。1918年7月9日に評議会はウラッハ公ヴィルヘルム2世がミンダウガス2世として即位することを宣言した。しかし、11月2日に評議会はこの決定を覆し、リトアニアは民主主義共和国となることを宣言した。
| 名前                         | 肖像 | 家名         | 在位期間                |
| ---------------------------- | ---- | ------------ | ----------------------- |
| ミンダウガス2世 Mindaugas II |      | ウラチャス家 | 1918年7月11日 - 11月2日 |

## リトアニア共和国（1918年 – 1940年）
リトアニア第一共和国の大統領（リトアニア語: Prezidentas）は1919年4月4日に設置された。

### 大統領

リトアニア大統領旗

| 代  | 名前                                                         | 肖像 | 所属政党                     | 在任期間                       | 備考 |
| --- | ------------------------------------------------------------ | ---- | ---------------------------- | ------------------------------ | --- |
| 1   | アンタナス・スメトナ Antanas Smetona                         |      | 民族進歩党                   | 1919年4月4日 – 1920年6月19日   | リトアニア評議会により選出。 |
| 2   | アレクサンドラス・ストゥルギンスキス Aleksandras Stulginskis |      | リトアニア・キリスト教民主党 | 1920年6月19日 – 1926年6月7日   | リトアニア憲法制定の指導者。 1922年12月21日と1923年6月に国会により再選出。                                                        |
| 3   | カジース・グリニュス Kazys Grinius                           |      | リトアニア農民人民連合       | 1926年6月7日 – 12月17日        | 国会により選出されたが、軍のクーデターにより退陣。                                                                                |
| -   | ヨナス・スタウガイティス Jonas Staugaitis                    |      | リトアニア農民人民連合       | 1926年12月17日 – 12月18日      | 国会議長として大統領代行。クーデター後は役職を放棄。                                                                              |
| -   | アレクサンドラス・ストゥルギンスキス Aleksandras Stulginskis |      | リトアニア・キリスト教民主党 | 1926年12月19日                 | 国会議長として大統領代行（数時間のみ）。                                                                                          |
| (1) | アンタナス・スメトナ Antanas Smetona                         |      | リトアニア人民族主義連合     | 1926年12月19日 – 1940年6月15日 | 2期目。軍部によるクーデター後大統領に選出。 ソ連からの最後通牒の後はドイツ、その後アメリカ合衆国に亡命。                          |
| -   | アンタナス・メルキース Antanas Merkys                        |      | リトアニア人民族主義連合     | 1940年6月15日 – 6月17日        | 首相。スメトナ亡命後の事実上の元首。 スメトナが辞任していなかったため、リトアニアを対外的に代表する人物とは承認されなかった。     |
| -   | ユスタス・パレツキス Justas Paleckis                         |      | 無所属                       | 1940年6月17日 – 7月21日        | ソ連の圧力の下、憲法に反してリトアニアの共産主義指導者たちにより選ばれた。 リトアニアを対外的に代表する人物とは承認されなかった。 |
| 4   | ヨナス・ジェマイティス Jonas Žemaitis                        |      | リトアニア自由戦士連合       | 1949年2月16日 – 1954年11月26日 | ソ連に抵抗したリトアニア自由戦士連合の議長。 死後の2009年、リトアニア国会は「リトアニア共和国大統領」の称号を授与。               |

## リトアニア・ソビエト社会主義共和国（1940年 – 1990年）
ソビエト連邦はリトアニアを占領し、1940年7月にリトアニア・ソビエト社会主義共和国を設立した。ナチス・ドイツがソ連を攻撃すると、リトアニアはドイツに占領された。ドイツ軍による占領の数日前、リトアニアはユオザス・アンブラジェヴィチュスによるドイツ寄りの反政府組織により統治された。ドイツ占領下のリトアニア地域はペトラス・クビリューナス将軍による管理下に置かれた。
1944年にドイツが撤収すると、ソ連によって再び占領され、リトアニア・ソビエト社会主義共和国の統治が復活した。公式な国家元首は最高会議幹部会議長（リトアニア語: Aukščiausiosios Tarybos Prezidiumo pirmininkas）であったが、実質的な地位はリトアニア共産党中央委員会第一書記（リトアニア語: Lietuvos komunistų partijos Centro komiteto pirmasis sekretorius）にあった。

### 最高会議幹部会議長
| 代 | 名前                                                 | 肖像 | 所属政党                | 在任期間                        |
| -- | ---------------------------------------------------- | ---- | ----------------------- | ------------------------------- |
| 1  | ユスタス・パレツキス Justas Paleckis                 |      | 無所属→リトアニア共産党 | 1940年8月25日 – 1967年4月14日   |
| 2  | モティエユス・シュマウスカス Motiejus Šumauskas      |      | リトアニア共産党        | 1967年4月14日 – 1975年12月24日  |
| 3  | アンタナス・バルカウスカス Antanas Barkauskas        |      | リトアニア共産党        | 1975年12月24日 – 1985年11月18日 |
| 4  | リンガウダス・ソンガイラ Ringaudas Songaila          |      | リトアニア共産党        | 1985年11月18日 – 1987年12月7日  |
| 5  | ヴィータウタス・アストラウスカス Vytautas Astrauskas |      | リトアニア共産党        | 1987年12月7日 – 1990年1月15日   |
| 6  | アルギルダス・ブラザウスカス Algirdas Brazauskas     |      | リトアニア共産党        | 1990年1月15日 – 3月11日         |

### 共産党中央委員会第一書記
| 名前                                               | 肖像 | 所属政党         | 在任期間                       | 備考                                                 |
| -------------------------------------------------- | ---- | ---------------- | ------------------------------ | ---------------------------------------------------- |
| アンタナス・スニエチクス Antanas Sniečkus          |      | リトアニア共産党 | 1940年7月21日 – 1974年1月22日  |                                                      |
| ペトラス・グリシュケヴィチュス Petras Griškevičius |      | リトアニア共産党 | 1974年2月18日 – 1987年11月14日 |                                                      |
| リンガウダス・ソンガイラ Ringaudas Songaila        |      | リトアニア共産党 | 1987年12月1日 – 1988年10月19日 | 初めて存命中に退任した第一書記。                     |
| アルギルダス・ブラザウスカス Algirdas Brazauskas   |      | リトアニア共産党 | 1988年10月19日 – 1990年3月11日 | ソ連邦からの独立が宣言されたことにより権力を失った。 |

## リトアニア共和国（1990年 – 現在）
1990年3月11日の独立宣言から、国会と大統領（リトアニア語: Prezidentas）職が設置された新憲法が1992年に施行されるまで、最高会議議長（リトアニア語: Aukščiausiosios Tarybos pirmininkas）が公式の国家元首であった。リトアニア共和国が国際的に承認されたのは、1991年9月である。

### 最高会議議長
| 名前                                                | 肖像 | 所属政党   | 在任期間                       |
| --------------------------------------------------- | ---- | ---------- | ------------------------------ |
| ヴィータウタス・ランズベルギス Vytautas Landsbergis |      | サユディス | 1990年3月11日 – 1992年11月15日 |

### 大統領
| 代 | 名前                                                       | 肖像                          | 所属政党             | 在任期間 | 備考                                                                                              |
| -- | ---------------------------------------------------------- | ----------------------------- | -------------------- | --- | ------------------------------------------------------------------------------------------------- |
| -  | アルギルダス・ブラザウスカス Algirdas Brazauskas           |                               | リトアニア民主労働党 | 1992年11月15日 – 1993年2月25日 | 国会議長として大統領代行を務めた。                                                                |
| 1  | アルギルダス・ブラザウスカス Algirdas Brazauskas           | 1993年2月25日 – 1998年2月25日 | リトアニア民主労働党 | 1993年2月14日に行われた独立回復後初の大統領選に勝利し、独立回復後初の大統領に就任した。 1998年の大統領選には出馬せず、1期で辞職した。 |                                                                                                   |
| 2  | ヴァルダス・アダムクス Valdas Adamkus                      |                               | 無所属               | 1998年2月26日 – 2003年2月25日 | 1998年大統領選で当選し、大統領に就任。 続く2002年大統領選にも出馬したが、パクサスに敗れ落選した。 |
| 3  | ロランダス・パクサス Rolandas Paksas                       |                               | 自由民主党           | 2003年2月26日 – 2004年4月6日 | 2002年大統領選でアダムクスを破り当選。2004年に大統領弾劾が成立して辞職した。                      |
| -  | アルトゥーラス・パウラウスカス Artūras Paulauskas （代行） |                               | 新同盟               | 2004年4月6日 – 7月12日 | 国会議長。パクサスの弾劾後、次の大統領選が行われるまでの3ヶ月間、大統領代行を務めた。             |
| 2  | ヴァルダス・アダムクス Valdas Adamkus                      |                               | 無所属               | 2004年7月12日 – 2009年7月12日 | 2期目。2004年大統領選で当選。                                                                     |
| 4  | ダレ・グリーバウスカイテ Dalia Grybauskaitė                |                               | 無所属               | 2009年7月12日 – 2019年7月12日 | 2009年大統領選で当選し、初の女性大統領となった。 2014年大統領選で再選を果たし、2期目も務めた。    |
| 5  | ギタナス・ナウセダ Gitanas Nausėda                         |                               | 無所属               | 2019年7月12日 – （現職） | 2019年大統領選で当選。                                                                            |